# PAOK FC
Panthessalonikios Athlitikos Omilos Konstantinoupoliton ali krajše PAOK je grški nogometni klub iz Soluna. Klub so 20. aprila 1926 ustanovili grški pregnanci iz Carigrada, kateri so se v Solunu nastanili zaradi grško-turške vojne (1920-1922). Klub igra v prvi grški nogometni ligi.
PAOK je trikrat osvojil 1. grško ligo (v sezonah 1975/1976, 1984/1985 in 2018/19), sedemkrat pa grški pokal (v sezonah 1971/72, 1973/74, 2000/01 in 2002/03, 2016/17, 2017/18, 2018/19). Od svoje ustanovitve dalje ni nikoli bil relegiran v nižjo ligo. Najslabše doseženo mesto v domači ligi je dosegel v sezoni 1995–96, ko je bil štirinajsti. Isti uspeh si delita še PAOK-ova rivala, Olympiacos in Panathinaikos.
Na evropski ravni je bil PAOK večkratni udeleženec Evropske lige. Najboljši evropski uspeh pa je dosegel v sezoni 1973/74, ko je se je prebil v četrtfinale pokala pokalnih prvakov (tam ga je izločil Milan. Poleg tega, pa je PAOK edini grški klub, ki ima več zmag kot porazov v evropskih tekmovanjih (57 zmag, 48 remijev in 53 porazov [do 1. 5. 2016]). Gostujoča zmaga proti Lokomotivi Tbilisiju z 0-7 na 16. september 1999 v Evropski ligi je največja zmaga grškega kluba v evropskih tekmovanjih.
Domači stadion PAOK-a je Toumba Stadium, kateri sprejme 28.803 gledalcev. Barvi dresov sta črna in bela.